# Flatz (Gemeinde Ternitz)
Flatz ist eine Ortschaft und eine Katastralgemeinde der Stadtgemeinde Ternitz in Niederösterreich. Die Ortschaft hat 288 Einwohner (Stand 1. Jänner 2024).

## Geografie
Das Dorf befindet sich nordwestlich von Ternitz in einem sich verjüngenden Taleinschnitt, ist nach Sieding die zweitgrößte Katastralgemeinde des Gemeindegebietes und umfasst neben Flatz auch die Orte St. Lorenzen und Reith. Der überwiegende Teil der Katastralgemeinde ist bewaldet. In jüngster Zeit entstanden vor allem auf den flachen Anstiegen um Flatz mehrere Einfamilienhäuser.
Die Flatzer Wand, ein Felsabbruch des Berges Auf der Kehr (790 m ü. A.), umrahmt den Ort im Norden und bietet neben mehreren Kletterrouten auch das Naturfreundehaus Flatzer Wand (auch: Neunkirchner Haus oder Flatzer Hütte) an der westlichen Flanke.

## Etymologie
Der Name Flatz kommt aus dem Slawischen und bedeutet kleiner Sumpf.

## Geschichte
Der Ortsname wird erstmals in der 1. Hälfte des 12. Jahrhunderts erwähnt, als Engldie de Flaeze und Sigihardus de Flaeze mehrmals in Urkunden als Zeugen aufscheinen.
Laut Adressbuch von Österreich waren im Jahr 1938 in der Ortsgemeinde Flatz zwei Gastwirte, zwei Gemischtwarenhändler, zwei Schneiderinnen, zwei Trafikanten und mehrere Landwirte ansässig, zudem betrieb auch das Minoritenkonvent Neunkirchen einen Gutshof. Bis zur Eingemeindung nach Ternitz bildete der Ort eine eigene Ortsgemeinde, der auch St. Lorenzen und Reith angehörten.

## Persönlichkeiten
- Alois Scheibenreif (1906–1975), Landwirt, Mitglied des Landtags und Abgeordneter zum Nationalrat, war hier Gemeinderat